# Rapagnano
Rapagnano (Rapagnà in dialetto fermano) è un comune italiano di 1 922 abitanti della provincia di Fermo nelle Marche.

## Geografia fisica
Secondo lo studio effettuato con l'utilizzo di ERA-5, un sistema di rianalisi atmosferica del Centro europeo per le previsioni meteorologiche a medio termine, dal 1979 al 2021 la temperatura media di Rapagnano è aumentata di circa 2 °C a causa del surriscaldamento globale.

## Origine del nome
Secondo numerosi storici, il nome di Rapagnano deriva dalla coltivazione di rape o ravanelli, riportati anche nello stemma comunale, dopo che nel 1059 l'allora vescovo di Fermo concesse numerosi territori ad un conte locale, conosciuto come Ulderico (in latino Adelricus), che vennero coltivati proprio con quegli ortaggi. Secondo degli storici locali, che non concordano con quest'opinione, sostengono che il nome deriva dal fatto che sulla sommità del colle del paese sarebbe sorto un tempio dedicato al dio Giano. Un'altra opinione afferma che il nome derivi da Rapanus, ovvero una porzione di territorio di proprietà di un signore di nome Rapano.

## Storia

### Età antica
La storia di Rapagnano inizia quando i Piceni stanziavano nel territorio. A conferma di ciò nel XIX secolo, precisamente nel 1881, vennero trovati alcuni reperti metallurgici, risalenti al VI secolo a.C. nei pressi di una chiesa abbandonata della contrada San Tiburzio, facendo presuppore che l'insediamento dell'antica popolazione italica venne eretto proprio in quel luogo. Attivo nel commercio, ebbe un notevole sviluppo della metallurgia, grazie soprattutto alla posizione e ad uno sviluppo idrico. Tutto ciò permise alla popolazione dei Piceni di creare una rete di scambi commerciali con numerosi comuni adiacenti, quali Torre San Patrizio, Montegiorgio, Penna San Giovanni, Belmonte, Grottazzolina, Fermo e Montelparo.  I Piceni vi restarono per lungo tempo, fino all'avvento dei romani, che sottomisero le popolazioni native del luogo e si stanziarono sul territorio. Rapagnano è citata da Plinio il Vecchio nella Naturalis historia. Del passaggio della popolazione romana, agli inizi del XX secolo, precisamente nel 1911, vennero ritrovate numerose fonti, tra cui monete, ceramiche, resti di armi, tombe e pavimentazioni a mosaici.

### Medioevo ed età contemporanea
Con la caduta della civiltà romana e il conseguente avvento delle popolazioni barbariche, gli abitanti furono costretti a trasferirsi altrove; infatti, il nucleo originale dell'attuale paese sorse intorno all'anno 1000. Governato sotto lo Stato Pontificio, entrò nelle dipendenze di Fermo, ma secondo il Codice 1030 (ufficialmente: Liber Iurium dell'Episcopato e della Città di Fermo), conservato nell'Archivio di Stato a Fermo, nel 1229 il Legato dell'imperatore Federico II donò il castello alle potenze di Montegiorgio, per poi essere nuovamente assoggettato da Fermo nel 1244. Fu proprio in questo periodo che si svilupparono le prime difese cittadine.
Nel 1414 il castello venne conquistato da Carlo Malatesta e, durante il corso del XV secolo, venne assediato numerose volte dai soldati di ventura. Dichiaratamente filopapale come dimostrano i merli guelfi dei suoi torrioni, si trovò spesso in contrasto con Montegiorgio. Nel 1533, sotto il pontificato di Clemente VII, vennero fuse due campane di metallo, destinate alla chiesa di San Giovanni di Montegiorgio e alla chiesa di San Giovanni di Rapagnano: gli abitanti di Rapagnano presero violentemente quella di Montegiorgio, aumentando così le discordie tra i comuni.
Intorno al XVII e XVIII secolo, un terremoto ha costretto il paese ad una ricostruzione del paese, con l'ampliamento della piazza, il rifacimento di alcune chiese e del palazzo comunale. Nel 1764 una grave fame colpì la popolazione per tutto il mese di aprile. Poco pane veniva distribuito e le fiere cittadine vennero proibite per mancanza di viveri. A migliorare la situazione fu Clemente XIII, che decise di abbassare la tassazione del grano da 18 a 6 scudi, per poi dare la possibilità di venderlo a qualsiasi prezzo: questa scelta portò il grano a circolare, anche se in minor modo, tra i cittadini. Nel 1767 un'altra carestia colpì il paese, causando maggiori danni rispetto a quella di 3 anni prima. I prezzi del grano e del granoturco aumentarono, ma la popolazione venne aiutata dall'arcivescovo Urbano Paracciani.

### Età napoleonica e moderna
Durante la Repubblica Romana entrò a far parte del Distretto di Montegiorgio, uno dei 13 cantoni che formavano il Dipartimento del Tronto, restandovi solo per breve tempo. Nella prima metà del XIX secolo vennero effettuate delle modifiche decorative al paese, incentrate maggiormente sugli edifici religiosi. Nel corso del XIX e XX secolo, numerosi rapagnanesi, chiamati alle armi, presero parte a varie guerre, tra cui la terza guerra d'indipendenza, la campagna per la conquista dell'Eritrea, la campagna di Libia contro i turchi e la prima guerra mondiale. Subito dopo la grande guerra, Rapagnano venne colpita dall'influenza spagnola, che fece aumentare il tasso di mortalità del paese del 20% rispetto a quella media annuale, causando numerose morti.

#### Seconda guerra mondiale
Con la conseguente entrata in guerra dell'Italia, il paese non subì sostanziali modifiche, anche se nel 1941 vennero confiscate alcune campane ritenute di nessun interesse storico per essere trasformante in materiale bellico. La propaganda che, oramai radicata, stabiliva nel paese, venne meno quando, nel 1943, iniziò la conquista dell'Italia. In questo periodo numerosi sfollati italiani della costa adriatica, zona soggetta a bombardamenti, trovarono rifugio nel paese, come la famiglia Mellozzini di Foggia che fuggì dalla Puglia a seguito dell'avanzata Alleata. L'aumento demografico che si verificò, causò una carestia di approvvigionamenti e di posti letto: il paese si ritrovò a passare da 1 834 (censiti nel 1936) a quasi 4 000 abitanti, un numero mai raggiunto nel corso della storia comunale. Per far fronte alla crisi, i cittadini utilizzarono vari documenti ufficiali comunali per alimentare le stufe, mentre i rifugiati collaborarono con i contadini locali, nonostante ci fosse timore che i raccolti venissero distrutti dalle piastrine incendiarie alleate. Il colonnello Carlo Grimaldi, capo del Comitato di Liberazione Rapagnanese, fu costretto a recarsi dal segretario del Fascio Repubblicano a Fermo per concordare alcune tratte di approvvigionamenti per i cittadini, così da non incorrere in una carestia generale. Analogamente agli sfollati italiani, durante questo periodo il paese fu meta di numerosi prigionieri di guerra alleati che, fuggiti dal campo di concentramento di Fermo, vi trovarono rifugio. Tutto ciò fu opera di Radio Londra che, diffondendo la notizia che chiunque avesse ospitato i prigionieri sarebbe stato ricompensato notevolmente, ingannò la buona fede degli italiani. Infatti, la realtà fu diversa: nessun compenso venne dato alle popolazioni e, inoltre, i prigionieri alleati assaltarono alcuni magazzini, appropriandosi di 250 quintali di grano. Le autorità, venute a conoscenza degli eventi, minacciarono la popolazione di eseguire rappresaglie, costringendoli quindi a restituire la refurtiva.
Durante la ritirata nazista, la popolazione venne privata di numerosi beni, tra cui animali (cavalli e buoi), viveri e abiti. Il caso più eclatante fu quello di Pasquale Capriotti che, dopo aver confessato di aver ospitato un prigioniero, l'inglese Vasseur Emile, venne raggiunto dai nazifascisci, accompagnati dal prigioniero inglese Raymondo Avase (n.4387994 di matricola), che si appropriarono di più di 60 kg di carne salata, numerosi indumenti e vari animali. Situazione differente accadde ai possedimenti di Enrico Quadrini, a cui vennero uccisi sotto una scarica di fucileria i buoi, per poi essere venduti dalle truppe. Il 3 ottobre 1943 una violenta scossa di terremoto colpì l'area di Rapagnano, causando confusione generale. Molti cittadini decisero di rifugiarsi con i prigionieri nelle campagne, mentre le persone più anziane rimasero in paese a sistemare i danni, soprattutto alle case che avevano subito dei crolli, rimanendo però dei possibili bersagli per rappresaglie. La ricostruzione delle case non fu finanziata dal Regno.
Nel 1944 con l'inizio della ritirata in direzione del Chienti, i nazisti sostarono brevemente nel paese, il tempo necessario per far transitare i loro averi, quali animali, mezzi di artiglieria e viveri. Gli spostamenti durarono 5 giorni complessivi, dal 15 al 20 giugno. Nonostante durante questo transito continuarono i loro rastrellamenti e fecero di tutto per ostacolare le attività degli Alleati, come far saltare la cabina elettrica con la dinamite, le persone cercarono di diventare amichevoli con i nazisti, in modo tale da recuperare in parte la merce prelevata dai nazisti tempo prima. Durante la mattina del 19 giugno, mentre un gruppo di soldati si stava preparando per ripartire, Pasquale Barbadella e l'inglese Sanders, capo degli ex prigionieri, si recarono in piazza a parlare con una sentinella che, insospettita, diede l'allarme: qui iniziarono le ore più buie per la storia di Rapagnano. I nazisti aprirono il fuoco per il paese alla ricerca dei due che, fuggiti per la paura, si nascosero. Quella mattina Cesare Leoni, un semplice cittadino che si trovava avanti alla casa del dottore Gluscoff, non capendo la lingua tedesca, provò a spiegare che si trovava in città per prendere dei medicinali, ma venne preso e trascinato avanti Palazzo Passamonti per essere fucilato. L'arrivo della signora Maria Passamonti, moglie di Giovanni Passamonti, fu decisivo per la vita di Leoni: riuscì a convincere i tedeschi a rilasciarlo in cambio di 14 biciclette. Accettato lo scambio, i soldati partirono in direzione di Civitanova Marche ma, nei pressi del Tenna, vennero raggiunti dagli alleati che alloggiavano a Grottazzolina.
L'8ª Armata degli Stati Uniti arrivò nel paese il 20 giugno, nel pomeriggio inoltrato, dopo che l'ultimo reparto delle SS lasciò il paese verso mezzogiorno. Accolta benevolmente dalla popolazione, che ritornò immediatamente nel paese, l'armata era guidata dal polacco Władysław Anders. Dopo il loro arrivo, per il paese transitò il 12º reggimento artiglieria polacco, che alloggiò nel paese. Il comandante Jedrychowski permise alla popolazione di scegliere se far alloggiare le truppe.

### Dopoguerra e XXI secolo
Nel dopoguerra venne calcolato il numero di danni causati agli abitanti di Rapagnano. Il Comune, in data 26 settembre 1945, denunciò alla Regia Prefettura di Ascoli Piceno numerosi danni degli Alleati. In particolare:
- edificio scolastico: 165 000 lire di danni;
- edifici pubblici: 250 000 lire di danni;
- opere pie: 100 000 lire di danni.

Rimasto sempre nel territorio della provincia di Ascoli Piceno, a seguito della drastica decurtazione avvenuta nel 2004 con la legge 11 giugno dello stesso anno, n. 147, Rapagnano passò sotto la neo provincia di Fermo che, de facto, è operante dal 2009. Le scosse causate dal terremoto del 2016 e del 2017, rispetto ad altre situazioni della zona di Fermo, non hanno causato molti danni a Rapagnano. In compenso, tre chiese, tra cui quella di San Giovanni Battista e il Palazzo Comunale sono tuttora inagibili.

### Simboli

Il gonfalone comunale in uso.

La blasonatura ufficiale dello stemma di Rapagnano è la seguente:

Mentre la descrizione del gonfalone ufficiale è quella di un:
Il gonfalone in uso è un drappo completamente azzurro.
Lo stemma e il gonfalone del comune di Rapagnano sono stati concessi con decreto del presidente della Repubblica del 7 febbraio 2002.

## Monumenti e luoghi d'interesse[5][7]
Il centro storico di Rapagnano mantiene la sua forma ellittica sin dal Medioevo, infatti tuttora si possono vedere le mura e le torri che lo circondano.

### Architetture religiose
- Chiesa di San Giovanni;
- Chiesa di San Giovanni Battista: dedicata a San Giovanni Battista, la sua creazione si deve a numerose problematiche strutturali; infatti, è il risultato di due demolizioni che riguardarono altre due chiese che si trovavano proprio nel luogo dove venne costruita.
- Chiesa di San Tiburzio;
- Chiesa di Sant'Antonio: dedicata a Sant'Antonio Abate, venne eretta nella piazza principale nel 1753, per poi essere ampliata a seguito di una seduta consiliare avvenuta il 9 ottobre 1788. All'inizio del XX secolo alla chiesa vennero effettuati dei restauri, iniziati nel 1904 e terminati solo nel gennaio del 1905. A seguito dell'incuria, una parte di tetto cadde al suo interno;
- Chiesa di Santa Maria degli Angeli: eretta vicino ad una chiesa privata, venne consacrata dall'arcivescovo Carlo Castelli il 15 novembre 1925. La sua realizzazione si deve al benefattore Giuseppe Mancini che, donando alcuni terreni per il bene degli abitanti lungo la vallata del Tenna, permise al Comune la sua costruzione. Il 7 luglio 1962 venne nominata chiesa parrocchiale dall'arcivescovo Norberto Perini e l'8 aprile 1963 prestò servizio il primo parroco. La chiesa si presenta con pianta rettangolare e una facciata a capanna. I muri laterali ospitano ampie finestre, che permettono di illuminare l'interno con la luce naturale;
- Chiesa di Santa Rosalia: costruita nel 1753 all'interno del paese, appartiene alla famiglia Grifoni-Bernetti. La sua costruzione si deve ai discendenti del capitano Giambattista Rettini, devoto a Santa Rosalia, che divisero uno dei loro beni immobili, creando così sia lo spazio per la chiesa che per la casa del cappellano. La chiesa venne consacrata dal parroco di Rapagnano, Francesco Antonio Grifoni, il 23 dicembre 1754. Come risulta da alcuni prospetti, la chiesa nel 1773 era provvista di un piccolo campanile, mentre ora presenta un campanile a vela con due campane. La più grande venne consacrata dall'arcivescovo Alessandro Borgia. L'interno della chiesa presenta tre altari, uno dedicato a Santa Rosalia, uno a Sant'Antonio da Padova e uno a San Pietro e San Giovanni Evangelista.

### Architetture civili e militari
- Mura antibombarda;
- Museo Parrocchiale;
- Palazzo Comunale;
- Palazzo Passamonti;
- Teatro comunale.

### Parchi e monumenti
- Monumento ai Caduti: statua realizzata in cemento armato rivestito di marmo, venne realizzata da Cesare Tarrini nel 1923. Eretta in Piazza Siccone in onore dei caduti della prima guerra mondiale, è composto da un fante sopra ad un basamento a pilastro e un capitello decorato con foglie di quercia e alloro. La sua realizzazione venne decretata dal "Comitato Esecutivo per le Onoranze ai Caduti in Guerra Rapagnanesi" nel 1921.

## Società

### Evoluzione demografica
Abitanti censiti

### Religione
A Rapagnano è conservata in un prezioso reliquiario la mano destra di San Giovanni Battista.

## Cultura

### Corpo bandistico città di Rapagnano
Non si conosce con esattezza l'anno a cui risale la formazione del primo nucleo bandistico di Rapagnano ma in un vecchio diario, manoscritto ed inedito, si narra che nel 1861 la banda rapagnanese tenne un concerto nella pubblica piazza.
È certo in ogni modo che il "Corpo Bandistico città di Rapagnano" fu sciolto in seguito allo scoppio della prima guerra mondiale.
Altri documenti testimoniano che nel 1924 la banda si era già ricostituita ed operava con solerzia e passione, partecipando a molte feste patronali e patriottiche, scandendo così, con la musica, i lenti passi della vita sociale del paese.
Partecipò inoltre anche ad un concorso per bande nella capitale romana.
Con l'inizio della seconda guerra mondiale, il gruppo si sciolse e nel 1950 conobbe nuova vita per alcuni anni.
Solo nel 1986 grazie alla passione e all'amore per la musica dell'ormai scomparso Presidente Ermanno Macchini, i vecchi strumenti furono rispolverati creando un complesso che oggi vanta circa 40 musicisti.
Dal 2000 la Banda ha come Presidente il Sig. Danilo Ribichini, partecipa a feste religiose e patriottiche, a rassegne e concerti, organizza ogni anno corsi d'orientamento musicale per le varie sezioni strumentali.
L'attuale Banda è gemellata con il "Corpo bandistico città di Ostia", con la "Banda musicale di Marano sul Panaro" e con la "Banda musicale comunale cumianese".
Nel 2006 la Banda si è classificata al primo posto nella sua categoria alla IX edizione del concorso "La Bacchetta d'Oro".
Diretto dal Maestro Daniele Berdini il "Corpo bandistico città di Rapagnano" ha un repertorio costituito da marce, brani di musica popolare, folclorica e brani originali di stile moderno. Nel 2013 la banda cambiò direttore, il nuovo si chiama Raffaele Cimica.

## Infrastrutture

### Strade
I collegamenti più importanti sono:
- SS 210 Fermana-Faleriense, collegamento est-ovest da Porto San Giorgio ad Amandola;
- Dorsale Marche-Abruzzo-Molise "Mezzina", collegamento nord-sud in costruzione funzionante in alcuni tratti tra cui quello che va da Montecosaro a Fermo.

## Amministrazione
| Periodo           | Periodo           | Primo cittadino     | Partito                                     | Carica                     | Note          |
| ----------------- | ----------------- | ------------------- | ------------------------------------------- | -------------------------- | ------------- |
| 27 maggio 1946    | 27 maggio 1951    | Amedeo Niccolini    |                                             | Sindaco                    |               |
| 10 giugno 1951    | 30 gennaio 1952   | Angelo Gentili      |                                             | Sindaco                    |               |
| 1 dicembre 1952   | 10 febbraio 1955  | Domenico Antinori   |                                             | Sindaco                    |               |
| 10 giugno 1956    | 24 aprile 1960    | Ginesio Volpetti    |                                             | Sindaco                    |               |
| 10 novembre 1960  | 22 novembre 1964  | Ginesio Volpetti    |                                             | Sindaco                    |               |
| 8 dicembre 1964   | 7 giugno 1970     | Dino Pistoiesi      |                                             | Sindaco                    |               |
| 27 giugno 1970    | 15 giugno 1975    | Claudio Piani       |                                             | Sindaco                    |               |
| 6 luglio 1975     | 8 giugno 1980     | Romualdo Marinozzi  |                                             | Sindaco                    |               |
| 8 luglio 1980     | 12 maggio 1985    | Luciano Biondi      |                                             | Sindaco                    |               |
| 19 giugno 1985    | 2 giugno 1990     | Giuseppe Casali     | Democrazia Cristiana                        | Sindaco                    | [ 17 ]        |
| 2 giugno 1990     | 24 aprile 1995    | Remigio Ceroni      | Democrazia Cristiana                        | Sindaco                    | [ 17 ]        |
| 24 aprile 1995    | 14 giugno 1999    | Remigio Ceroni      | Lista civica di Centro-destra               | Sindaco                    | [ 17 ]        |
| 14 giugno 1999    | 21 luglio 2000    | Remigio Ceroni      | Lista civica di Centro-destra               | Sindaco                    | [ 17 ] [ 18 ] |
| 21 luglio 2000    | 14 maggio 2001    | Marcello Biondi     | Lista civica                                | Vicesindaco - Sindaco f.f. | [ 17 ]        |
| 14 maggio 2001    | 10 settembre 2005 | Gianni Belletti     | Lista civica                                | Sindaco                    | [ 17 ] [ 19 ] |
| 10 settembre 2005 | 5 novembre 2005   | Iolanda Eugeni      | Lista civica                                | Vicesindaco - Sindaco f.f. | [ 17 ] [ 20 ] |
| 5 novembre 2005   | 28 maggio 2006    | Fiorangelo Angeloni |                                             | Commissario prefettizio    | [ 17 ]        |
| 30 maggio 2006    | 30 maggio 2011    | Remigio Ceroni      | Lista civica di Centro-destra               | Sindaco                    | [ 17 ]        |
| 30 maggio 2011    | 5 giugno 2016     | Remigio Ceroni      | Lista civica di Centro-destra               | Sindaco                    | [ 17 ]        |
| 5 giugno 2016     | 3 ottobre 2021    | Remigio Ceroni      | Lista civica Rapagnano 2016 (Centro-destra) | Sindaco                    | [ 17 ]        |
| 4 ottobre 2021    | in carica         | Elisabetta Ceroni   | Lista civica Rapagnano 2021 (Centro-destra) | Sindaco                    | [ 17 ]        |

### Altre informazioni amministrative
- Fa parte della Zona Territoriale n. 11 di Fermo dell'Azienda Sanitaria Unica Regionale delle Marche (in sigla Z.T. n. 11 - A.S.U.R. Marche).

## Sport
A Rapagnano è presente una delle più antiche società ciclistiche della regione Marche, la U.S. Rapagnanese. Importante anche la società di pallavolo femminile Rapagnese e la società A.C. Rapagnano squadra di calcio che milita in Promozione, inoltre c'è anche la squadra, sempre di calcio, degli Amatori Osteria, che disputa i campionati UISP, ma c'è anche una terza società calcistica, l'Archetti calcio, che una volta aveva anche la prima squadra, ma ora ha solamente il settore giovanile.
Per quanto riguarda il calcio a 5 il paese ha una squadra, il Reteunita, che gioca nei campionati CSI della provincia di Fermo, le partite della squadra vengono disputate alla palestra comunale del vicino comune di Torre San Patrizio.